# Nárczisz Gyula
Nárczisz Gyula (Mezőberény, 1857. szeptember 11. – Budapest, Erzsébetváros, 1928. november 7.) okleveles gyógyszerész, színész.

## Életútja
Nárczisz János gyógyszerész és Fazekas Zsuzsanna fiaként született, 1857. szeptember 14-én keresztelték. 1869–70-ben a békési református gimnázium tanulója volt. Mint aradi gyógyszerész került a színészethez. Előbb a Népszínház tagja volt, onnan szerződtették a Nemzeti Színházhoz. Kisebb paraszt szerepekben jóízű volt s azonkívül — mint jó hegedűs — gyakran muzsikált a színpadon egyes darabokban. (Bor, Himfy dalai stb.) Halálát gyomorrák okozta. Felesége Umann Anna volt.